# バトルスタディーズ
『バトルスタディーズ』(BATTLE STUDIES)は、なきぼくろによる日本の漫画作品。『週刊Dモーニング』（講談社）2014年夏号（8月14日配信）および『モーニング』（同社）の2014年41号に読切版が掲載され、2015年6号から連載が開始された。2024年5月時点で累計発行部数は540万部を突破している。
2021年8月7日から29日まで本作と東京・神田明神がコラボし、企画展「若者たちの戯れ言（めいげん）〜神田明神×バトルスタディーズ展」を神田明神の資料館2階展示室にて開催。
大相撲令和5年初場所にて、高安関がバトルスタディースの化粧まわしを着けている。

## あらすじ
中学野球日本代表として世界制覇の原動力となった狩野笑太郎は、憧れだったDL学園から特待生としてスカウトされ、全寮制の硬式野球部へと入部する。直近のセンバツ大会でも準優勝を果たした全国屈指の強豪へ意気揚々と入寮していった狩野たち1年生を待ち受けていたのは、理不尽なほど厳しい上下関係と独自の規則、そして容赦なく吹き荒れる体罰の嵐だった。

## 解説
作者・なきぼくろはPL学園高校野球部出身で、2003年の第85回全国高等学校野球選手権大会に9番右翼手として出場した。本作はこの高校生活の経験を基にして作られている。単行本の巻末には、作者の2年上級生である今江敏晃との対談や桜井広大のコメント、同級生の小窪哲也との対談など、当時のPL野球部関係者にまつわる企画がしばしば掲載される。

## 登場人物
声はムービーコミック版。

### DL学園
高校野球の激戦区・大阪府の中でも甲子園優勝候補の一つと言われる屈指の野球の名門校。甲子園通算96勝、優勝7回、準優勝4回、春夏連覇1回、25年連続計80名のプロを輩出した経歴がある。
野球部員は全てスカウトによる入部であり、他の強豪校とは異なり1学年で最大18名と少数精鋭で活動している。
野球部以外にも、剣道部、吹奏楽部、バトン部などの名門でもある。甲子園ではDLの人文字が名物となっている。
前述の通り何処よりも厳しい寮生活によって何処にも負けない精神が鍛えられると謳われているが、ここ10年甲子園で優勝していない、有望選手ほど辞めていく風潮があるなど問題視される現状がある。
また上記の件で「DL＝暴力」という噂が流れており、有望な選手に断られるケースも発生している。

#### 80期生
主人公である狩野達の年代。ボーイズリーグ10名、シニアリーグ7名、軟式野球１名の計18名で構成されている。狩野を始めとするボーイズリーグ出身者の内8名は日本代表であり、シニアリーグも本塁打王である門松、シニア全国大会優勝の立役者となった毛利が所属するなど、近年でも豊富な人材が入学しており、夏の大阪大会予選では狩野と檜が1年生としてベンチ入りするなど、高い実力がうかがえる。
入部初日に丸井が脱走、檜が1日遅れでの入部だったため最初は17名でスタートとなったが、私学大会初戦後に丸井が戻ってくる。しかし私学大会後の寮生活の不満から毛利が脱走退学したことで、結局18名全員そろって活動したのはわずか1ヶ月であった。
その後、夏の大阪大会初戦で鬼頭が起こした事件により鬼頭が退学。1ヶ月の部活動停止、半年間の対外試合禁止によってさらに日向と浅野が退学転校し、2年次は14名で活動している。
狩野 笑太郎（かのう しょうたろう）
声 - 置鮎龍太郎
主人公。捕手（主将就任後は主に一塁手）。右投左打。大阪府ボーイズリーグ・天王寺ブルース出身。背番号16（1夏）→3（2春夏）→2（2秋）
右投げであるが、箸・筆・ギターのいずれも左利きである。一瞬目にしただけの光景を鮮明に記憶できる映像記憶の能力を持っている。
白髪。中学1年生の夏にDL学園対横羽間高校の延長17回の死闘を観て、熱狂的なDL学園のファンとなる。中学日本代表では主将として世界大会で優勝し、DL学園に特待S（入学金・学費・寮費などが全て免除される特待生）で進学。打撃の能力も高く、中学全日本ではNo.1スラッガーの評価を受け入学生ラインナップでもそのように紹介されている。
性格は明るく、DL学園オタクであるため、ほかのチームメイトが恥ずかしがって歌えない始業前の校歌を熱唱するなど憧れのDLに入って興奮している。入寮初日に脱走した丸井を気遣うなど思いやりの深い性格だが、その一方で、試合に勝つために平気でチームメイトを騙す、ルールを破るなど破天荒かつ傍若無人な振る舞いも目立つ。檜とバッテリーを組んだ試合は毎回、試合前にマウンドで「バルスタリー(BATTLE STUDIES)！」と声を合わせる。
古谷のファンで、その付き人になった時は大喜びした。また烏丸にも強い憧れを抱き、打撃フォームを完全に模倣している。
私学大会での活躍、春季近畿大会後の練習試合で結果を出したことにより、夏の大阪府予選では1年生として檜と共にベンチメンバーに入る。初戦の満大附属高校戦では3年生が重圧から結果が残せない中、逆転の代打本塁打と勝負を決める二打席連続本塁打を放ち鮮烈なデビューを果たすが、当日鬼頭が起こした事件によって1年目の夏は終わってしまう。
事件後、出場辞退をする原因となった「鉄の掟」と「付き人制度」を含めた古い体制のDL野球部を改革するため1年生として主将になることを志願、反発はあったものの新監督となった藤巻が了承したことで第79代主将に就任した。主将就任後、自らの甘えを断つため公私で最も愛していたDL学園のユニフォームと恋人のサクラと別れている。2年夏時は楠にキャッチャーを譲り守備位置はファースト。打順は1番、2番、3番と変わることが多いがいずれも上位を打つ。
読切版では過酷な寮生活も承知の上で入学していたが、連載版ではその寮生活や過去の暴力事件についてはほとんど知らなかったと設定されている。
檜 研志（ひのき けんし）
声 - 橋詰知久
投手。左投左打。京都府ボーイズリーグ・祇園ブラッキーズ出身。背番号20（1夏）→10（2夏）→1（2秋）
長身で端正な顔立ち。サウスポー。最速で時速148キロのストレートと驚異的な制球力が持ち味で、中学時代の日本代表ではエースだった。投球のボールが墨で表現される。「ベベ3」では不二井に次ぎ2位常連の体力の持ち主。
入学生ラインナップでは「京都の宝」と紹介され、「祇園の星」の異名を持つ。中学日本代表で狩野とバッテリーを組んだエース。DLの伝説的OBである父に反発し、中学時代は祇園学院へ進学することが内定していた。だが、狩野たちと共に野球をするために、急遽DLへ希望進路を変更した。結果的にブラッキーズと祇園学院の友好関係が切れたために、ブラッキーズから除名処分を受ける。特待A(入学金・学費・寮費などが一部免除される特待生)としてDLに入学する。
エースとして5回甲子園に出場すると豪語する尊大な自信家だが、そのために自らの失態を直視せず正当化しがちな所がある。チームメイトに対しても基本的に上から目線で接するが、メンタルの動揺がすぐ投球に直結したり、狩野の嘘に簡単に騙されて仔犬のように素直になってしまうなど、単純な性格の持ち主。部員の中で唯一勉学に熱心。
エースである金川の付き人を希望していたものの、烏丸に選ばれて不満を持つ。さらに烏丸から「夏までにエースになれたら髪型を寮監と同じにする」と挑発され、根に持っている。夏の大阪府予選では狩野と共に1年生としてベンチメンバーに入るがもらった背番号は「20」であり、金川からエースの座を奪うことは出来なかった。
寮における「仕事」（3年生の世話）は苦手で、とりわけ洗濯が下手なことから飛田からは「洗濯王子」と揶揄される。
入学して初めての実践である紅白戦では上級生のユニフォームを洗濯ばかりしていたため勘が戻らず乱調だったが、後に復調した。
幼なじみのユミという頬骨の張った女の子と付き合っている。1年次の外出日ではユミとUSJへデートに行ったが、南と花忠社の砂金に見つかっておりショックを受けていた。
花本 走太（はなもと そうた）
声 - 金本涼輔
遊撃手。右投右打。奈良県ボーイズリーグ・深草ストーンズ出身。
朗らかな性格で、ほっぺの丸い漫符が特徴。入学生ラインナップでは「松井カズオ二世」と紹介されている。
中学時代の日本代表では1番打者だった。DL学園に特待Aとして入学する。走攻守揃った選手であり特に「走」の能力が高い。作者の同級生の小窪哲也がモデル。
チョコレートが好物。大食い。他者に対する思いやりも深い。狩野とは(LESSON/26以降)「花ちゃん」「笑ちゃん」と呼び合う間柄。
烏丸の付き人を希望していたにもかかわらず石松に選ばれて落胆したが、その後は石松の温厚ぶりに安堵している。そのため石松を尊敬しており、春季近畿大会決勝で石松にヤジを飛ばした観客に対してかなり危ない発言をしている。
1年次の外出日では奈良県ということで誰よりも早く家に帰っており、たらふく好物を食べていた。
新チームでは春の大阪大会までレギュラーになっていたが、その後打撃が低迷し早稲多との練習試合で活躍した都築にとって代わられ、夏の大阪予選ではレギュラーはおろかベンチメンバーからも外れてしまう。その後は不満から常に頬を膨らました状態で描かれている。甲子園前に長野が指を骨折したことに監督に自分をベンチ入りさせるよう頼みベンチ入りし、甲子園では大会一号を放った。
読切版にも登場しており、人物設定はほぼ同じである。
丸井 優平（まるい ゆうへい）
声 - 松本督
遊撃手→捕手。大阪出身。右投両打。大阪府ボーイズリーグ・豊森イーグルス出身。ぽっちゃり体型で眼鏡を掛けている。
日本代表経験はなし。中学2年次に秋季大会のベストナインに選ばれている。檜曰く足がまあまあある。
雨谷という一年後輩の有力選手をDLに進学させるためのバーターとして入学した。DLの過酷な体罰の噂を幾度と耳にして怯えていたが、実際に藤巻が長野にミドルキックを浴びせる場面を目撃し、入寮初日に脱走する。しかしDL学園に対する執着は捨てきれず、頭を下げてチームに復帰した。兵安高校のエース平のフォームを真似た打撃投手となった際は、「電人M」と名づけられた。練習ノートの作成も狩野が驚嘆する程丁寧で、キャッチャーにコンバートすることを勧められた。夏の大阪府予選では飛田と共に偵察役をしており、練習ノート同様偵察ノートも楠をはじめとする上級生からも一定の高い評価を得ている。新チームでは狩野から正捕手の座を奪うことを宣言し、阿比留を驚かせ楠に呆れられた。新チームでは投票で新キャプテンになる。
1年次の外出日では阿比留と一緒にあべのアポロへ映画を見に行ったが、久々に見る女性の姿と匂いに阿比留と同じく反応していた。
金川の付き人である。
南 裕也（みなみ ゆうや）
声 - 清水健佑
遊撃手（DLでは主に三塁手）。右投右打。大阪府ボーイズリーグ・羽曳野オールマン出身。頭が尖った形でありタラコ唇。よく鼻を啜っている。
中学時代は日本代表の4番打者で、通算本塁打32本。特待AとしてDLに入学する。入学生ラインナップでは「河内のジータ」と紹介されている。作者の同級生の東裕也がモデル。
普段は部員のズレた言動を客観的な目線で指摘する、問題児だらけの80期生の中ではやや口の悪い常識人であるが、「アオリンピック」(女子生徒のスカートの中身を予想し、のぞくゲーム)に熱心であり、中学時代のアメリカ遠征の際ポルノを買い込んでいたなどエロに関しては積極的でありエロガッパの渾名をつけられていて本人自身「エロの特待S入学」を自称しているほどである。また、部内のエロ本を管理する任務を負っている。
1年次の外出日では自宅に帰った後、花忠社の砂金とUSJに遊びに行き、その際ユミとデート中の檜を発見、2人の写真撮影の後ろに一緒に写ることで檜に激しいショックを与えていた。選手としては活躍できず、甲子園はベンチ入りメンバーから外れる。
大亀の付き人である。
阿比留 勇気（あびる ゆうき）
声 - 佐々千春
投手。右投右打。大阪府ボーイズリーグ・泉レッドブルズ出身で、長野の後輩。また、早稲多実業の宮田とはボーイズ時代のチームメイトだった。入学時はモミアゲが特徴だった。
中学時代は日本代表として出場し、ノーヒット・ノーラン2回とMVP1回を達成している。通称「和泉のカミソリ」または入学生ラインナップで紹介された「和泉の暴君」。荒れ球が主体であり、ストレートと見分けがつかない130キロ台のスライダーが武器。投球時に腕が「鉄腕」で表現される。
檜に強い敵愾心を持っており、頻繁に嫌味を浴びせ、衝突している。檜に喧嘩を売るなどチンピラのような荒っぽい言動が見られるが片親である母親に手紙を書くなど母思いな一面もある。
金川の付き人である。「仕事」はあまり出来ず、金川から激しい怒りを買ったこともあるが、同時に激励も受けている。
私学大会1回戦において、気合を入れるために、狩野にモミアゲを引き抜かせた。
1年次の外出日では丸井と一緒にあべのアポロへ映画を見に行ったが、久々に見る女性の姿と匂いに激しく反応していた。
門松 晃（かどまつ あきら）
声 - 深川和征
中堅手（DLでは主に左翼手）。右投右打。大阪府シニアリーグ・淀屋橋シニア出身。中学時代は通算本塁打46本で、シニアリーグ本塁打王。角刈りで毛利以上の筋肉質。南と競り合う強打者である。
常に無表情で、口数は少なく、掴みどころのない性格で、シュールな一言を呟き、小さすぎるヘルメットを被るなど独特の言動を見せる。作中ではモアイの姿で描かれることがある。
毛利とは入寮当初は張り合っていたが、その後はほぼいつも一緒に行動し「ブラザー」「相棒」と呼び合う「モースト・デンジャラス・コンビ」を称する。鬼頭の口車に乗って脱走しようとする毛利を懸命に説得するが、引き留めることは出来なかった。
設楽の付き人である。「仕事」はあまり出来ない。
1年次の外出日では久々に使ったエスカレーターや自動ドアに感動した後、友人との会話を楽しんでいた。
2年目は4番を打つ。
モデルは筆者の元同級生の松本晃。
飛田 新仁（とびた しんじ）
声 - 今井浩平
中堅手。奈良県シニアリーグ・東台寺シニア出身で、烏丸・信楽弟の後輩。出っ歯が特徴。名前の由来は飛田新地。「仕事」は非常に有能であり、「必殺仕事人」と呼ばれている。「仕事」が出来ない同級生を見下すような言動が多いが、一方で、私学大会でエースナンバーを取れずに落ち込む檜に気を遣ったり、脱走後に影で隠れて試合を見ていた丸井を叱咤したり、戻ってきた後に1年生ノートを見せてやるなど、心優しい一面も持つ。
仕事は有能である反面、試合に出てないDLの中で自身の野球の実力が見劣りしていることを気にしているが、腐らずに反骨心としている。
烏丸の付き人である。
2年次には1年生の指導員、夏の甲子園の後に寮生長となった。3年次には不動のトップバッターで1番ライトを打つ。
鷲中 昭人（わしなか あきひと）
遊撃手（DLでは主に一塁手）。右投左打。大阪府ボーイズリーグ・大東クイーンズ出身。元日本代表であると思われる。首が長くエラの張った顔をしている。中学時代は通算本塁打29本。鈍足四天王の一人。作者の同級生の谷中昭仁がモデル。
仕事はあまり出来ず、洗濯機に頭を突っ込んで眠っていたこともある。よく授業中にドライヤーを使って洗濯物を乾かしているため、狩野達からは「ドライヤー星人」と呼ばれている。
目立った登場は多くないが、夏のベンチ入りをかけた三連戦では代打本塁打を放ちダークホースとして上級生からも注目される存在になった。2年夏では決勝で門松の代わりに代打にだすよう藤巻に直訴し、中学時代得意としていた笛吹から三塁打を放った。新チームでは5番ファーストを務める。
藤巻の付き人である。
不二井 主文（ふじい かずふみ）
投手。学年唯一の軟式出身で、DL学園中学野球部軟式野球部出身。唇が大きい。持久力が非常に高く、学校から寮までのレース「ベベ3」では檜を抑えて1位の常連。唇が乾きやすくよくリップクリームを塗っている。球速がかなり遅く直球は115キロ（本人曰く檜のカーブと同じ球速）で持ち玉は怪我をしたくなかったため覚えたのはカーブのみ。ただ的当で鍛えたコントロールは抜群。作者の同級生の藤井主文がモデル。
片桐の付き人。
ロバート・篤（ロバート・あつし）
投手。右投。大阪府シニアリーグ・阿南シニア出身。肌の色が濃いが、関西弁を話す。愛称は「ボブ」。英語の発音が良い。
スコアボード係を一緒にした関係で飛田と一緒にいる場面が多い。2年春時では天津と檜と阿比留との4枚看板と言われてだが、2年の夏のベンチメンバーには入らなかった。3年目は3番手投手として活躍。最速145キロ。
石松の付き人である。
グラセン（グラウンド整備）において、特に重要かつ難しい道具出し担当のため、べべ3を免除されている。
和喜田 広之（わきだ ひろゆき）
投手。左投。岐阜県ボーイズリーグ・岐阜ヴァンガード出身。元日本代表の一人であると思われる。通称「飛騨の奪三振王」。後頭部がふくらんだ髪型。やてが口癖。名前の由来は作者の元同級生の脇田博之。
グラセンにおいて、特に重要かつ難しいベンチ掃除担当のため、べべ3を免除されている。
紅白戦に出場したものの、1回5失点で交代され、私学大会ではベンチ入りメンバーから外された。
1年次の外出日では県外組である四葉と都築と一緒に温泉施設の「はいから村」でリラックスをしていた。3年目は自らベンチを外れ、記録員を務める。
晴元の付き人である。
四葉 大介（よつば だいすけ）
三塁手、外野手。和歌山県出身。右投。糸目。経歴はまだ触れられていないが、シニア出身であると思われる。モデルは作者の同級生の二葉祐貴。
兵安戦前に海宝によって丸井とともに平のフォームをコピーした打撃投手「電人Y」になった。
1年次の外出日では県外組である和喜田と都築と一緒に温泉施設の「はいから村」でリラックスをしていた。新チームでは8番レフトのレギュラー。
山家の付き人である。
都築 雄太（つづき ゆうた）
遊撃手(早稲多実業戦以降は二塁手)。右投左打。78期唯一の関東出身。東京都シニアリーグ・調不シニア出身で、早稲多実業の小荒と音無とはチームメイト。攻守を見せており当時は関東遊撃手ナンバー１と言われており、新入生ラインナップでは「江戸の守備職人」と紹介されている。細身でひょっとこ口で、よく口笛吹くなと突っ込まれているが、無意識にぴゅ～と音がなる。モデルは作者の同級生の鈴木雄太。
持久力では、狩野や阿比留と同格の速さである。私学大会にはベンチ入りしたものの、出場機会はなかった。花本の代打として途中出場した早稲多実業との練習試合では反撃の口火を切るなど大活躍を見せ、それがきっかけとなり花本に代わり夏の大阪大会のメンバー入りを果し、セカンドのレギュラーとして使われる。
1年次の外出日では県外組である和喜田と四葉と一緒に温泉施設の「はいから村」でリラックスをしていた。
桂の付き人である。

#### 80期生退学組
鬼頭 一（きとう はじめ）
左翼手。大阪府シニアリーグ・花園シニア出身。真上に尖った髪型が特徴。よく爪を噛んでいる。学園内で手に入らないはずの菓子を大量に調達するなど、言動に謎が多い。田上の付き人であった。
レギュラーの座をつかむため、同じ外野手の毛利が付き人を務める火影のユニフォームを洗濯中に踏みつけ、精神的に追い詰めた。そして毛利や門松に脱走をそそのかして、自らは戻るなど腹黒い一面を持つ。その振る舞いから、表には出さないものの花本らから不審に思われている。
父親からの過剰な期待に押しつぶされそうになり、高校野球記者の九頭に付き人ノートをリークし無免許運転による暴走、付き人ノートが週刊誌に掲載されたことで過去最大の不祥事となり夏の大会辞退、指導者全員退任、半年間の対外試合禁止となった。責任を取り退部。退部(＝退学)後は京都で花屋をしている。
毛利 阿黙夢（もうり あだむ）
声 - 五味洸一
中堅手(DLでは主に右翼手)。左投左打。兵庫県シニアリーグ・尼シニア出身で全国優勝経験がある。
門松に次ぐ筋肉質。非常に大きな声が出せる。繋がった眉毛が特徴。
プロに進み、ハーフのモデルと結婚するのが夢。私学大会では正岡子規に取り憑かれたかのような神がかり的活躍を見せるが、活躍しても雑用ばかりの変わらない寮生活や他校では既にレギュラーになっている知人を見て不満が溜まっていた所を鬼頭にそそのかされ、門松の説得を振り切って脱走してしまう。
調子乗りと揶揄される性格であり、私学大会の活躍をキッカケに増長し周囲を見下す言動を取り他の部員と折り合いが悪くなった。幼いころから容姿や人間関係などにコンプレックスがあり馬鹿にしてきた人間を見返すためにDL学園に進学した。
火影の付き人であるが、モーニング掲載時には何度か藤巻の付き人と誤って書かれたことがある(LESSON/27など)。「仕事」はあまり出来ず言い訳が多い。
2年生時、転入した宮崎県代表「日難学園」の選手として甲子園で再登場。
読切版では、置手紙を残して脱走した生徒として描かれている。ただし、髪型や顔の造作は連載版とは少し異なっている。
日向 進（ひゅうが すすむ）
声 - 宮園拓夢
捕手。愛知県ボーイズリーグ・名古屋オアシス出身。日本代表歴無し。太い眉が特徴。
「鈍足四天王」に数えられている。グラウンド整備において、キャッチャーダイヤモンドを狩野と協力して行っている。
詳しく描写されていないが謹慎処分以降除名されている為、退学または他校に転編入したと思われる。
八雲の付き人である。
読切版では、狩野が藤巻から命令されて買ったジュースを勝手に飲み、挙句に藤巻に「狩野が飲んだ」と讒言して体罰を受けるように陥れた。
浅野 太一（あさの たいち）
中堅手。坊主頭。毛利の発言から「西成のボンズ」の異名を持つことから、恐らく大阪府ボーイズリーグ出身であると思われる。元日本代表のうちの一人と思われる。
体力が無く、「ベベ3」の常連。
日向同様、詳しく描写されていないが謹慎処分以降除名されている為、退学または他校に転編入したと思われる。
千石の付き人である。

#### 79期生
狩野達の１年上の年代。15名で構成されており、長野、錦、天津、楠、信楽平一郎は春の選抜大会（選抜高等学校野球大会）のメンバーとして甲子園に出場している。長野と錦は狩野達の指導員。
入学当初の狩野達が驚くほどの実力を有しているが、最強世代と呼ばれる78期生と豊富な人材がそろう80期生の間にはさまれており、このままだと新チームの半分は下級生になると金川からも釘をさされている。
鬼頭が起こした事件により1ヶ月の部活動停止、半年間の対外試合禁止により春の選抜出場がなくなったことに加え、下級生の狩野が主将になったことで、従来の3年生が持つ特権が使えなくなった上、伝統のユニフォームも狩野の意向で変更させられるが、退学転校者が出た80期生と違い一人も欠けることなく活動している。
狩野が主将に就いた当初は信楽兄弟などの強い反発はあったが、試合を通じ徐々に狩野を認めていくようになっていく。
長野 孝広（ながの たかひろ）
声 - 陶山章央
遊撃手。右投左打。泉レッドブルズ出身。阿比留とは同郷。中学時代はふくよかだったが、2年次では痩身となっていた。その後、3年次には体格がかなり大きくなっている。80期生が1年生の時の指導員の一人。口は悪いが面倒見は良く、1年生には細かに生活指導を行っている。しばしば、1年生(ほとんど狩野)の不始末のとばっちりを受け、3年生から暴力を受けている。春のセンバツではベンチ入りしている。紅白戦では巧みな守備を見せた。よく「い゛ぃ゛〜い゛ぃ゛〜家康」と意味不明な言葉を呟く。
烏丸の改革路線に賛同している。
3年次の夏の甲子園行きを決めたその日に寮の風呂場で転倒して指を骨折、メンバーを辞退して記録員としてベンチ入りする。
錦 大蔵（にしき たいぞう）
声 - 山本祥太
三塁手。右投右打。古風な口調で、威厳に満ちている。
何故か長野からは同輩であるにもかかわらず「錦さん」とさん付けで呼ばれている。
春のセンバツではベンチ入りしている。紅白戦ではタッチアップしようとした狩野の視界を体で防ぐ姑息な振る舞いを行った。
炊事当番では、石松の嗜好を熟知して巧みな盛り付けを行い、花本を驚嘆させた。
３年次にはスキンヘッドになっている。
天津 太郎（あまつ たろう）
投手。左投。睫毛が長く、童顔の美少年。髪型は2年次では丸刈りだったが3年次には金川と同様の髪型にしている。
最高時速142kmの球を放つものの技巧派投手で、ゆったりとしたフォームから鋭いボールを投げ込む。
春のセンバツには試合に出場し、2勝を挙げている。反骨心が弱く金川の指摘通りチームの二番手に甘んじている一面があると自覚する。
紅白戦で狩野が引き起こした「事件」により、2年生・3年生が怒る中、冷静に狩野を諭す側面も持つ。
狩野の実力を高く評価しており、狩野の主将就任に対して真っ先に賛成を表明した。
猫舌。熟女好き。エビアレルギー。
楠 和也（くすのき かずや）
捕手。右投。顔にそばかすがある。強肩好守を誇る。プレー中にラップを心の中で歌っている。センバツには天津と共に試合に出場している。狩野からも「キャッチングでは勝てない」と言われるほど捕手としての実力は高い。
信楽 平一郎（しがらき へいいちろう）
中堅手。右投左打。双子兄弟の兄。練習用ユニフォームには「信楽兄」と書かれている。小柄で、2年次では弟より少し髪が長い丸刈りにしていたが、3年次では古谷と同様の髪型にした。愛称は「マリオ」。
センバツでは試合に出場し、三塁打を含む3打数3安打5打点を挙げる活躍を見せ、長野からもその実力を警戒されている。また全国屈指の高い走塁技術を持っている。
烏丸の付き人。金川同様に保守派で、烏丸の改革路線に反発している。
狩野が烏丸のバットを無断使用しチームの輪が乱れた際は彼をボディブローで制裁したように二年次は厳格な態度をとっていたが、三年になると下ネタ発言をするなどやや砕けた性格になった。
二年の中でも狩野が新主将に就任することを最も快く思っていなかったが、徐々に狩野を認めるようになる。
信楽 平二郎（しがらき へいじろう）
中堅手。右投左打。双子兄弟の弟。練習用ユニフォームには「信楽弟」と書かれている。奈良県出身て東台寺シニア出身。小柄で、2年次では丸刈りにしていたが、3年次では兄とほぼ同じ髪型にしたが、兄と違ってもみあげを刈り上げている。また、右前頭部に傷跡がある。愛称は「ルイージ」。私学大会では主将に任命されている。
紅白戦では右打ちの構えでバントを決めていた。また、モーニング掲載時には「センバツベンチ入り」とされていたが、単行本ではなかったことにされている。
兄と同様に、烏丸の改革路線に反発している。
練習中に水を飲んだ門松に制裁を加えようとしたが、烏丸の指示により断念した。兄同様、二年次は生真面目で後輩に高圧的な態度であったが三年でやや砕けた性格になった。兄弟仲は良く、攻守ともに高校野球史上連携ナンバー1ツインズを自称する。
兄と比較すると走塁技術に対しては劣るが、兄よりも強い打球を打つことができる。
春日部 大地（かすかべ だいち）
背番号15(3夏)左翼手。右投右打。紅白戦および私学大会では4番打者を務める。紅白戦では「ハンパない威圧感」と紹介されていた。
肩は強いらしいが重度のイップスを患っており、試合では外野から返球する際、ボールを真下に叩きつけてしまうことがある（通称「ガチョン」）。
山村（やまむら）
投手。2年生の二番手投手。私学大会にはベンチ入りに登録されているものの故障している。夏はメンバー外に。
中（なか）
背番号13(3夏)。一塁手。紅白戦では「2年でパンチ力No.1」と紹介された。
沖田（おきた）
背番号4(3夏)。二塁手。紅白戦では「北越のいぶし銀」と紹介された。
歌森（うたもり）
背番号14(3夏)→ベンチ外(3甲子園)右翼手。
紅白戦では「50m5秒8の俊足」と紹介された。夏の甲子園では南と共にベンチ入りメンバーから外された。
高杉（たかすぎ）
背番号12(3夏)→背番号4(3甲子園)。二塁手。紅白戦では「ベースランの鬼」と紹介された。
怒谷（ぬかや）
内野手。モーニング掲載時、LESSON/37で「横枕」と表記されているが、単行本で修正された（ただし、LESSON/38のメンバー表での表記はそのままである）。夏はベンチ外に。
角川（かどかわ）
背番号17(3夏)。外野手。モーニング掲載時、LESSON/37で「榮倉」と表記されているが、単行本で修正された（ただし、LESSON/38のメンバー表での表記はそのままである）。
鰻(うなぎ)
背番号11(3夏)。投手。
投げる描写はないが3年の夏は山村を抜かしベンチ入りしている。

#### 78期生
狩野達の入学時の3年生。かつて逃亡し野球を辞めた1名、もう一人他校に転向した2名がおり18→15名で構成されており、ＤＬ学園野球部史の中でも最強世代と呼ばれている。春の選抜大会は準優勝、夏の選手権大会でも既に優勝候補として名前があがっている。
烏丸、金川、古谷、石松の4名はその年のドラフト候補として名前がでており、特に金川は高校ナンバーワン左腕として呼び声が高い。
最強世代と呼ばれる一方で最強世代が故に下からの突き上げが弱く、また絶対的エースの金川の存在でチームメイトも含め金川に依存している傾向になっている。
春季近畿大会決勝で春の選抜で敗れた兵安に雪辱を果たし、夏の大阪府大会予選の初戦を突破するが、当日鬼頭が起こした事件により出場辞退となり、最後の夏は不完全燃焼のままあっけなく終わる。
1年生として主将になった狩野に対し反対することなく「一からDLを立て直して、高校野球に新しい歴史を刻め」と言葉を残し引退していった。
烏丸 学（からすま がく）
声 - 神島正和
遊撃手。右投左打。東台寺シニア出身。DL学園野球部第78代主将。学年内では小柄な体格だが、背中で語る貫禄がある。スキンヘッドで眉毛がない。通称「カラス」。俊足巧打の1番打者で、選抜大会では6割4分の打率だった。打席に入る際に、バットを握らずに摘まむようにして引きずりながらバッターボックスに入るルーティーンが特徴。寮内にいる際は和装が多い。DL学園の将来を憂い、体罰に反対するなど、改革路線を打ち出している。普段は温厚だが、感情が昂ると口が悪くなり、また頭頂部に血管が浮き出る。DL学園卒業後はドラフト1位でヤクルートに入団、背番号は「26」。月間MVPを受賞、オールスターに出場、新人王を獲得するなど同期の中では唯一1年目から活躍している。卒業後も野球部のことを気にかけており、狩野に対して激励と檜へのアドバイスを送っている。
金川 春馬（かなかわ はるま）
声 - 岡本寛志
投手。左投右打。大阪府ボーイズリーグ・茨木市ナニワトモワレボーイズ出身。最速155キロを誇るDL学園のエース。打者としても5番を打つ。尊大で下級生にはかなり厳しいが、フォローすることも忘れない。片桐のバーターとして入学しており、入学時は烏丸よりも小柄だった。非常に練習熱心であり、自分が活躍することで後輩に示しをつけたいという思いがある。1年次には高橋という3年生の付き人であり、雨が降ったことを咎められるなど理不尽な仕打ちを受けていた。烏丸の改革路線に反発しているが、関係は良好である。DL学園卒業後はドラフト1位で楽点に入団、背番号は「11」。1軍で登板するものの初勝利を得ることができず苦しんでいる。
古谷 一人（ふるや かずと）
三塁手。右投左打。副主将。高校通算48本塁打の3番打者。太いモミアゲが特徴。作中開始時点では、高校通算48本塁打。選抜大会では打率6割3分2厘。しばしば場外ホームランを放ち、「クルマ潰し」の異名を持っている。自主練習の時には、全裸で素振りをする。実家は果物屋で、通称古チン。烏丸の改革路線には中立の立場を取っている。冷静沈着な性格で、3年生の間では緩衝剤の役割を担っている。DL学園卒業後はドラフト3位で飯神に入団、背番号は「5」。2軍の試合には出ているものの結果を残せないでいる。
読み切り版では容姿は連載版と同じであるが、手を出すことのない三年生として描写されている連載版と異なり狩野の胸倉を掴むシーンがある。
石松 大二郎（いしまつ だいじろう）
声 - ボルケーノ太田
一塁手。右投右打。福岡県出身で実家は花屋。プロ入り確実と言われるスラッガーの4番打者。通称「ウータン」。作中開始時は高校通算45本塁打。ゴリラのような魁偉な風貌をしており、「ウホ」としか喋らないが付き人の花本からは優しいと表されている。よく花壇で花の手入れをしている。金川と同じく、1年次には高橋という3年生の付き人で、理不尽な仕打ちを受けていた。DL学園卒業後はドラフト4位で浜横に入団、背番号は「50」。2軍での練習中、活躍する烏丸の新聞記事を見て嫉妬する姿を見せていた。
藤巻 香（ふじまき かおる）
三塁手→監督。選抜大会にはベンチ入りできなかった。石松とためを張れるパワーを持っている。烏丸の改革路線への反対派の筆頭。烏丸のバットを勝手に使った狩野を烏丸が警告だけで済ませようとした時、嫌味たらしい口調で烏丸を批判した。一方で、自分は寮で偉そうにしているだけという自覚もあり、兵安戦では試合に出るのが怖いと吐露する場面もあった。鉄製のトンボを曲げる怪力の持ち主で、練習熱心である。頻繁に下級生をパシリ（使い走り）にするが、100%ジュースなどを奢っている。また、何かしらのイベントの際には仮装することが多い。初登場はLESSON/03だが、初めて顔が描かれたのはLESSON/25である。DL学園卒業後はそのままDL学園に残り、監督に就任。狩野達の実戦練習の相手を務めているうちに打撃の才能が開花し、プロ入りへの夢を抱くようになる。秋にはプロの入団テストを受験する予定だが、DL学園が甲子園優勝できなければプロ入りは諦めるとしている。
読み切り版でも藤巻という名の三年生が登場するが容姿は異なる。
火影 八幡太郎（ほかげ はちまんたろう）
中堅手。左投左打。フルメンバーの6番打者。同級生からは「古代人顔」と形容されている。
非常にケチで、パシらせた後輩にまったく奢らないため、飛田からは「ジョーカー」扱いされている。一方で、自らパシリを引き受けた狩野には何故か奢った。また、試合で活躍した毛利にも奢っている。家にドケチの美学という伝えがある。
寮から脱走した経験が三回あり、「脱獄王」と呼ばれている。
作中で登場する場面はそれほど多くないが、DL野球部のウンチクを紹介する「DL　Walker」では先輩役として度々登場している。
卒業後は冥治大へ進学。
八雲 乱歩（やくも らんぽ）
背番号2。捕手。8番打者。羽曳野オールマン出身。ロイド眼鏡をかけている。
春季大会決勝において、ウォルター・バジョットの言葉を用いて不調の天津を冷静に諭した。
三年生の中では丁寧な口調で話すが、読み切り版に登場した八雲と同じ容姿をした登場人物は狩野たちを注意していた。
桂 歌舞郎（かつら かぶろう）
背番号4。二塁手。右投右打。2番打者。大きく丸い耳と青髭が特徴。三年生の中では烏丸以上に小柄な体型である。
主にバントをする場面が多い。守備が上手く菩提からは「マジシャン」と称されている。
設楽（したら）
左翼手。7番打者。右投げ。
戻ってきた丸井に対してなんかあったら脱獄王の火影に相談しろと茶化していた。
晴元（はるもと）
右翼手。9番打者。右投右打。
千石（せんごく）
投手。右投。金川に次ぐ2番手投手。
読み切り版でも似た容姿で登場し、足が臭いと狩野と花本に陰口を叩かれ彼らをビンタで制裁した。
山家（やまや）
外野手。三塁コーチ。フルメンバーにベンチ入りしている。
田上（たのうえ）
内野手。一塁コーチ。フルメンバーにベンチ入りしている。バッティングピッチャーもしている。
片桐（かたぎり）
投手。金川と同じく、茨木市ナニワトモワレボーイズ出身。
選抜はベンチ入りしていなかったが春大会ではベンチ入り。入学時は特待Aだったにも関わらず、夏の大会メンバーでは三年生の中で唯一のメンバー外となった。この事は中学時代にどんな成績を残していても高校時代はどうなるかわからないことを表している。
大亀（おおがめ）
捕手。右投。
選抜ではベンチ入りしていないが、夏はベンチ入りした。付き人の南からはプロテクターしているので洗濯が野手よりも楽とのこと。

#### 81期生
不祥事の影響で創部以来最低の4人となった。天宝と道脇はスカウト組で、関戸と魚谷はパーターとして入部した。
天宝 大地
遊撃手。
狩野の幼馴染でストッパー役。狩野は天宝に誘われて野球を始めた。
関戸 康平
内野手。
道脇 裕樹
外野手。
魚谷 純平
外野手。
体は細いが力強い。

#### 82期生
火茶栗 麗音（かちゃくり れおん）
投手。片平シニア出身。シニアリーグ全国大会優勝。
寿 謙心（ことぶき けんしん）
外野手。西京極ドミノズ出身。ボーイズリーグ日本代表。
藁 丈二（わら じょうじ）
内野手。堺デニムス出身。ボーイズリーグ日本代表主将。
時田 虎丸（ときた とらまる）
捕手。銀南ボーイズ出身。ボーイズリーグ日本代表。

#### 野球部関係者
中央 正義（なかお まさよし）
DL学園教師（世界史担当）。
野球未経験だったが、藤巻に請われ監督（兼 寮監）を引き受ける。
竹若 吉平（たけわか きっぺい）
DL学園野球部前部長。眼鏡をかけている。
穏やかな口調で話す。DL学園の黒い噂を指摘された時汗を流しうろたえた。
不祥事ののち解任。
海宝 善一（かいほう ぜんいち）
DL学園野球部前コーチ。かつて第58代主将で甲子園準優勝を経験。ノックの名手。
ギブソンという名前の猿を連れて指導する。強面で鬼のような厳しい指導をする。
タバコを何本も同時に吸うヘビースモーカー。達筆であり、墨で表現されている。
不祥事ののち解任後、寿司屋で働いている。
朝日出 光一（あさひで こういち）
野球部前コーチ。DLの70期生で、甲子園も経験した外野手。端正な顔立ち。
悪筆で、オーダー表を書くときに漢字の横棒を増やしすぎる癖がある。
私学大会1回戦では悪い流れを断ち切るために二軍選手を叱咤激励し、彼らが心の中で試合に対し慢心を持っていることを指摘した。
不祥事ののち解任。その後は教員試験の勉強をしている。
菩提 千一（ぼだい せんいち）
部員たちが暮らす「月光寮」の前寮監。DL学園50期生OB。
三つ編みにヒゲと丸いサングラスという出で立ち。「乗ってそう」という理由でハイエースと呼ばれている。
よく女子大生とデートをしている。野球の試合を恋愛で例える。「モテへんぞ」が口癖。
仕事をサボってる疑惑が持たれることもあるが、選手達を心から気にかけしっかりと面倒を見ている。
不祥事ののち解任。寮監退任後は頭を丸め、京都市右京区内にある小さな庵で「禊」として竹バットを作りながら隠居生活を送っている。
天羽（あもう）
DL学園野球部前監督。狩野達が入学した時点で20年目の監督生活であったが体調不良のため本編には登場せず。不祥事ののち解任。
藤巻 香（ふじまき かおる）
DL学園野球部監督。詳細は78期生の項を参照。

### 他校選手

#### 愛才高校
狩野達が入学後初めて対戦した公式戦の相手。大阪地区ではダークホース（上位校を倒せる位置）枠にあたる。初戦からくる緊張によるミスとDL学園よりも格下の位置にあるという慢心から、5回表まで0-2でリードされ相手エース新森に完璧に抑えられてしまう。しかし代打で出た毛利の決死の出塁と走塁をきっかけに打線がつながり、最後は狩野の満塁ホームランで12-2と5回コールドで勝利をあげた。
新森（しんもり）
愛才高校のエースで左の変則投げ。3年生で天璃からの編入。烏丸や信楽兄弟と同じ東台寺シニア出身で当時は2番手投手だった。投球の際には「メッ」という声を出す。
見づらい投球フォームと思ったよりこない球でDL打線を翻弄し幸運もあり4回までは完璧に抑える。その際に自分はドラフト候補に入ると思い込むようになるが、5回先頭打者の毛利の出塁から一気に打ち込まれ一死もとれずに降板。再戦を誓って去っていった

#### 花忠社高校
砂金 直也（いさご なおや）

#### 兵安高校
京都の強豪校。狩野達一年時の春のセンバツ優勝校。

薬師寺 誠 (やくしじ まこと)
兵安高校主将。
早乙女 権三（さおとめ ごんぞう）
兵安高校4番打者。
平 楓 (たいら かえで)
兵安高校2年エース。

#### 早稲多実業高校
西東京の名門校で狩野達一年時の甲子園優勝校。文武両道の校風。
宮田 大輝（みやた だいき）
小荒 進（こあら すすむ）
音無 亜蓮（おとなし あれん）

#### 満畿大学附属高校
針生 スチュアートJr.（はりう スチュアートジュニア）

#### 大阪快苑高校
大阪四強の一校で、選抜優勝校。
笛吹 英雄（うすい えいゆう）
投手。右投げ。
万年 悠太郎（まんねん ゆうたろう）
捕手。右投げ右打ち。
唐松 習(からまつ しゅう)
遊撃手。
杉(すぎ)
左翼手。
俵屋(たわらや)
一塁手。
田口(たぐち)
中堅手。
山本(やまもと)
右翼手。
真鍋(まなべ)
三塁手。
小阪(こさか)
二塁手。

#### 横羽間高校
海部 太平洋（かいふ たいへいよう）
作中屈指の巨漢。主砲。
好きな食べ物はボンカレー甘口。
趣味はお絵描き・海水浴・ゼルダの伝説。カラオケの十八番はピチカート・ファイヴの『きみみたいにきれいな女の子』。
大柄で威圧感はあるが無口。強打者だが足は遅く守備範囲が狭い。
北条 陽向（ほうじょう ひなた）
元不良少年。
梶原 地球（かじわら あーす）
投手。丸眼鏡をかけている。
昆虫博士の父を持ち、自身も昆虫好きで例えをよく出す。少しずれてるところがあり人の名前を覚えるのが苦手。
大庭 修（おおば しゅう）
捕手。主将。2塁送球時間はプロ並みの1.79秒を誇る。

#### 日難学園高校
毛利 阿黙夢（もうり あだむ）

### その他
広瀬 サクラ（ひろせ サクラ）
声 - 竹尾歩美
狩野の中学時代からの恋人。野球にはあまり詳しくなかったが私学大会の決勝で檜の恋人であるユミと出会い、狩野が同年代で日本を代表する選手であることを初めて知り、次第に狩野との距離を重荷に感じ始めている。
DLの事件後、狩野から一方的に別れの手紙が送られた結果、泣きながら狩野と別れている。
狩野 涼花（かのう りょうか）
声 - 御崎朱美
狩野の母親。狩野同様に明朗な性格。狩野の入寮時は苦しいことは何でも笑いに変えるように狩野を諭す。外出日にはサクラの気持ちに気付かない狩野を窘める。鬼頭の起こした不祥事を親身に受け止めており、狩野が新主将に就任して以降は狩野に干渉しないことを約束するが、狩野は本当に1年間電話や手紙の連絡をしてこなかったため、昔を思い出しながら成長していく息子に対して涙を流した。

## 書誌情報
- なきぼくろ 『バトルスタディーズ』 講談社〈モーニングKC〉、既刊44巻（2025年4月23日現在）
  1. 2015年4月23日発売[8]、ISBN 978-4-06-388455-5
  2. 2015年7月23日発売[9]、ISBN 978-4-06-388483-8
  3. 2015年10月23日発売[10]、ISBN 978-4-06-388521-7
  4. 2016年1月22日発売[11]、ISBN 978-4-06-388550-7
  5. 2016年3月23日発売[12]、ISBN 978-4-06-388578-1
  6. 2016年6月23日発売[13]、ISBN 978-4-06-388613-9
  7. 2016年8月23日発売[14]、ISBN 978-4-06-388631-3
  8. 2016年11月22日発売[15]、ISBN 978-4-06-388663-4
  9. 2017年3月23日発売[16]、ISBN 978-4-06-388696-2
  10. 2017年5月23日発売[17]、ISBN 978-4-06-388728-0
  11. 2017年8月23日発売[18]、ISBN 978-4-06-510214-5
  12. 2017年11月22日発売[19]、ISBN 978-4-06-510601-3
  13. 2018年2月23日発売[20]、ISBN 978-4-06-510944-1
  14. 2018年3月23日発売[21]、ISBN 978-4-06-511111-6
  15. 2018年7月23日発売[22]、ISBN 978-4-06-512144-3
  16. 2018年8月23日発売[23]、ISBN 978-4-06-512636-3
  17. 2018年11月22日発売[24]、ISBN 978-4-06-514173-1
  18. 2019年3月22日発売[25]、ISBN 978-4-06-514966-9
  19. 2019年7月23日発売[26]、ISBN 978-4-06-516520-1
  20. 2019年8月23日発売[27]、ISBN 978-4-06-517182-0
  21. 2019年11月21日発売[28]、ISBN 978-4-06-517829-4
  22. 2020年3月23日発売[29]、ISBN 978-4-06-518964-1
  23. 2020年7月20日発売[30]、ISBN 978-4-06-518994-8
  24. 2020年8月20日発売[31]、ISBN 978-4-06-518995-5
  25. 2020年11月20日発売[32]、ISBN 978-4-06-521385-8
  26. 2021年3月23日発売[33]、ISBN 978-4-06-522308-6
  27. 2021年7月20日発売[34]、ISBN 978-4-06-523380-1
  28. 2021年8月23日発売[35]、ISBN 978-4-06-524102-8
  29. 2021年10月21日発売[36]、ISBN 978-4-06-525073-0
  30. 2021年12月23日発売[37]、ISBN 978-4-06-526080-7
  31. 2022年3月23日発売[38]、ISBN 978-4-06-527034-9
  32. 2022年7月22日発売[39]、ISBN 978-4-06-528309-7
  33. 2022年7月22日発売[40]、ISBN 978-4-06-528310-3
  34. 2022年10月21日発売[41]、ISBN 978-4-06-529571-7
  35. 2023年2月21日発売[42]、ISBN 978-4-06-530863-9
  36. 2023年5月23日発売[43]、ISBN 978-4-06-532023-5
  37. 2023年8月23日発売[44]、ISBN 978-4-06-532863-7
  38. 2023年8月23日発売[45]、ISBN 978-4-06-532864-4
  39. 2024年1月23日発売[46]、ISBN 978-4-06-534372-2
  40. 2024年5月22日発売[47]、ISBN 978-4-06-535616-6
  41. 2024年8月22日発売[48]、ISBN 978-4-06-536604-2
  42. 2024年8月22日発売[49]、ISBN 978-4-06-536602-8
  43. 2024年12月23日発売[50]、ISBN 978-4-06-537898-4
  44. 2025年4月23日発売[51]、ISBN 978-4-06-539009-2

## ムービーコミック
2018年7月26日よりdTVにて配信開始。初回のみ2話配信され、以降毎週木曜日に1話ずつ更新。
主題歌
EXILE SHOKICHI『Underdog』